# Marie-Anne Libert

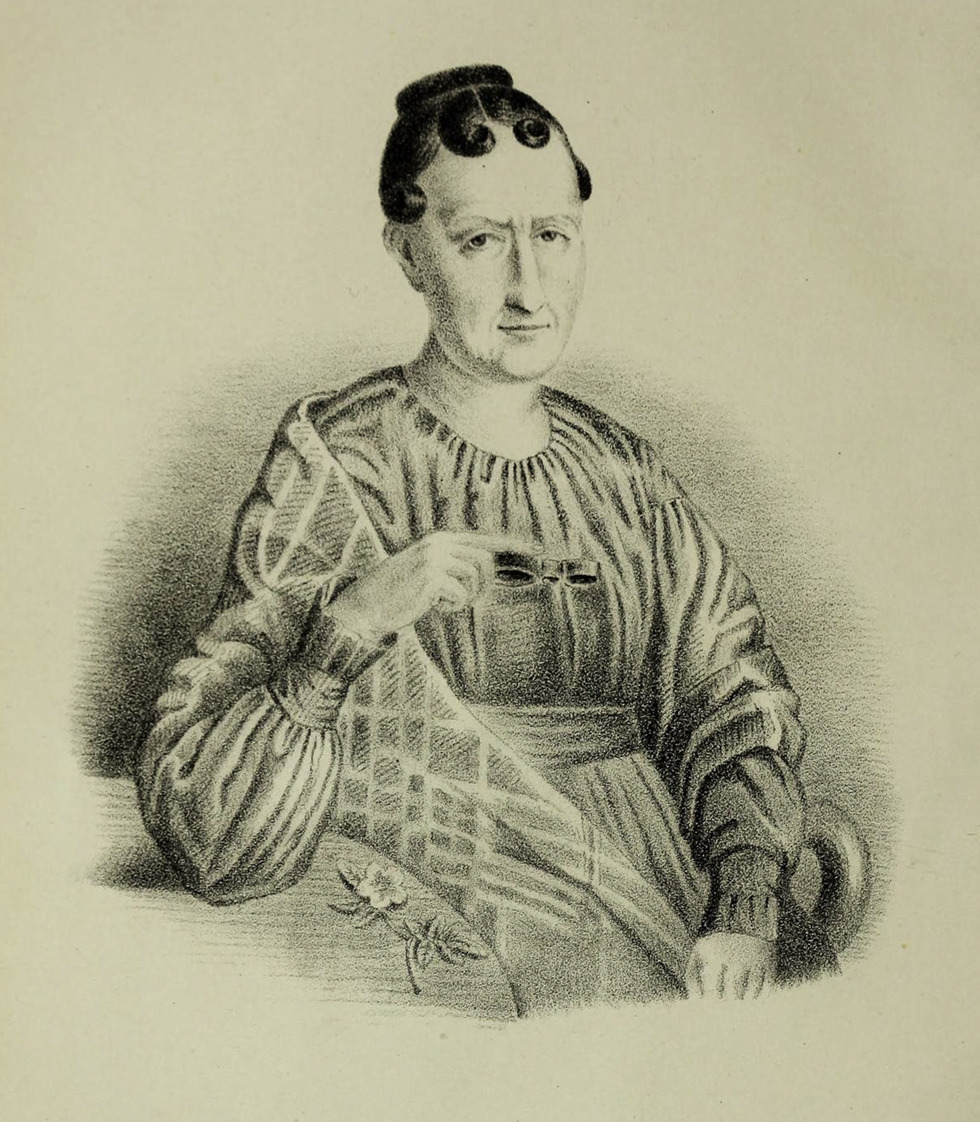
Marie-Anne Libert

Marie-Anne Libert of Anne-Marie Libert (Malmedy, 7 april 1782 - aldaar 14 januari 1865) was een Belgisch botanica en mycologe. Ze was een van de eerste vrouwen die fytopathologe werd, deskundige op het gebied van plantenziektes. Haar belangrijkste prestatie op dat gebied was het identificeren van de schimmel die de aardappelziekte veroorzaakt. 

## Jeugd en opleiding
Libert werd in april 1782 geboren als twaalfde van de dertien kinderen van het echtpaar Henri-Joseph Libert en Marie-Jeanne-Bernadine Libert-Dubois. De ouders behoorden tot de geschoolde middenklasse en hadden een leerlooierij. Marie-Anne ging in Malmedy naar school en leerde in het Duitse Prüm vioolspelen en de Duitse taal. Aansluitend onderwees haar vader haar in de algebra en meetkunde, die ze in het familiebedrijf zou kunnen toepassen. Ze ontwikkelde een interesse in mineralen en planten en leerde zichzelf Latijn omdat alle naslagwerken op die gebieden in die taal waren geschreven.

## Botanie en mycologie
Op wetenschappelijk gebied deed Libert voor het eerst van zich spreken met werk op het gebied van de cryptogamen, sporenplanten. Ze correspondeerde erover met collega's in binnen- en buitenland. Ook werkte ze enige tijd samen met Alexandre Lejeune, die in opdracht van het departement Ourthe een plantencatalogus samenstelde. In een artikel dat in 1845 werd gepubliceerd, identificeerde Libert als een van de eersten het organisme dat verantwoordelijk was voor de aardappelziekte phytophthora. Deze plantenziekte veroorzaakte onder andere in Ierland misoogsten op grote schaal, waarna velen naar Noord-Amerika emigreerden.
Libert beschreef verder enkele plantenziektes die veroorzaakt werden door ascomyceten, een bepaalde stam van de schimmels. Deze schimmels zijn ziekteverwekkers bij onder meer de steenraket en de aardappel.

## Andere werkzaamheden
Nadat ze door gevorderde leeftijd niet veel veldwerk meer kon doen, richtte Libert haar aandacht op regionale geschiedenis, in het bijzonder op die van het Abdijvorstendom Stavelot-Malmedy.
Gedurende haar leven legde ze naast haar herbarium nog andere verzamelingen aan, van parels die gevonden werden in de Amblève, en van munten. Samen met haar broers wist ze de leerlooierij van haar ouders belangrijk uit te breiden.
Libert overleed begin 1865 na een kort ziekbed.

## Erkenning
De taxa Libertia, een soort van de Lissenfamilie, en de Libertiella, een soort van de ascomyceten, werden naar haar vernoemd. In het Park des Tanneries in Malmedy werd in 1965 een stèle met een medaillon geplaatst, waarop een afbeelding van Marie-Anne Libert staat. 

## Werken (selectie)
- 1826 - Mémoires sur des cryptogames observées aux environs de Malmedy
- 1830-37 - Plantae cryptogamicae quas in Arduenna collegit M. A. Libert, vier delen